# Рогатка звичайна
Рогатка звичайна (Ceratophrys cornuta) — вид земноводних з роду Рогатка родини Рогаткові. Інші назви «ітанія», «бразильська рогатка», «суринамська рогатка», «амазонська рогатка».

## Опис
Загальна довжина досягає 7,2—20 см (без задніх кінцівок). Спостерігається статевий диморфізм: самиця більша за самця. Має щільний ропухоподібній тулуб, надзвичайно велику і широку голову й відповідний їй за розміром рот. Язик з глибоким вирізом ззаду. Над очима є загострені вирости, як й у всіх рогаток, що являють собою витягнуте у високе вістрі верхню повіку. Присутні також високі бородавчасті гребені на окостенілій шкірі голови.
Широка смуга, що проходить від кінця морди через всю спину, у самця помаранчево-червона, а у самки яскраво-зелена. Інші частини тіла зверху забарвлені у червоно-бурі, чорно-бурі і зеленуваті тони, вони розташовуються у вигляді плям та смуг. Черево посередині жовтувато—біле, з боків жовте і всіяне червоно-бурими плямами. У забарвленні спостерігаються значні варіації.

## Спосіб життя
Полюбляє тропічні вологі ліси. Актвина вночі. Зустрічається на висоті до 400 м над рівнем моря. Часто заривається у листову підстилку або у ґрунт. Закопавшись вона сидить так, що назовні видається тільки велика голова. У такому положенні ця рогатка чекає на здобич. Живиться безхребетними, мишоподібними гризунами, жабами, ящірками.
Розмноження відбувається під час сезону дощів. Самиця відкладає до 1000 яєць. Пуголовки доволі ненажерливі. Живляться пуголовками інших земноводних.

## Розповсюдження
Мешкає у басейні річки Амазонка (Гвіана, Суринам, Гаяна, Бразилія, Венесуела, Колумбія, Еквадор, Перу, Болівія).